# José Manuel Feito
José Manuel Feito Álvarez (Pola de Somiedo, Asturias; 28 de agosto de 1934-Avilés; 29 de junio de 2020) fue un sacerdote, etnólogo, poeta e investigador español, especializado en alfarería y cerámica y en otros temas relacionados con el folclore, la artesanía y literatura en Asturias. Ejerció asimismo como cura ecónomo en Miranda de Avilés desde 1964 hasta 2015, donde ha recopilado un importante legado en su museo de cerámica negra. En 2015 abandonó la parroquia de Miranda para trasladarse a la de San Juan de Ávila, en la misma ciudad.
Como docente ejerció como profesor de religión entre 1965 y 1988 en el Colegio San Fernando de Avilés y, más tarde, en los institutos Carreño Miranda, La Magdalena y Menéndez Pidal, hasta su jubilación. Fue miembro correspondiente del Real Instituto de Estudios Asturianos (RIDEA) y, desde 2022 y a título póstumo, socio de honor del Centro de Estudios del Alfoz de Gauzón (CEAG). Es precisamente esta institución última la que custodia, desde el año 2024, la biblioteca privada y el archivo del sacerdote. Su colección de cerámica está depositada en el Monasterio de San Pelayo (Oviedo), que organizó una exposición-homenaje titulada Negra y bermeja. Opaca y transparente. Cerámica. Piezas históricas del legado de D. José Manuel Feito.
De su faceta como investigador destacan los trabajos dedicados a la cultura tradicional asturiana, especialmente a la cerámica. De ella recopiló abundante información documental y oral que editó en diversas publicaciones. Entre sus estudios sobresalen los de las cerámicas de San Miguel de Ceceda (Nava), Llamas del Mouro (Cangas del Narcea), Faro (Oviedo) o la propia Miranda (Avilés). Su interés por la cerámica negra y el vínculo de las mujeres en su venta y distribución (las populares «cacharreiras») han motivado buena parte de sus trabajos. A ello se unieron sus estudios sobre el bron, lengua gremial de los caldereros de Miranda, y sobre la historia de la religiosidad y su patrimonio en la misma parroquia.
Entre sus muchos libros y artículos publicados, también es necesario destacar su producción literaria, con la edición de varios poemarios.
Falleció en Avilés a los ochenta y cinco años el 29 de junio de 2020.
Producción literaria:
- Silencio íntimo, 1975.
- Cuánta noche en mis manos, 1986.
- La Cruz del Padrenuestro, Gráficas Careaga, 2008.
- Hecho y dicho, ed. Impronta, 2021.

Sobre Asturias:
. "Estudio sobre la capilla del Espíritu Santo y la Santísima Trinidad de Piniella en el concejo de Illas", Studium Ovetense, Oviedo, 2022 (José Manuel Feito y Juan Ramón Fuentes Jiménez).
- La artesanía popular asturiana, ed. Ayalga, 1977.
- Artesanía tradicional asturiana, Principado de Asturias, 1983.
- Cerámica tradicional asturiana, Ministerio de Cultura, 1985.
- Alejandro Casona, de maestro en Narciandi a inspector en el Valle de Arán, Real Instituto de Estudios Asturianos, 2003.

Sobre Miranda y Avilés:
- Biografía y escritos de Faustina Álvarez García (madre de Alejandro Casona) durante su estancia en Miranda (1910-1916), ed. Azucel, 2001.
- Los caldereros de Miranda (coordinador), ed. Azucel, 2002.
- "Librerías de Avilés", en Avilés, episodios y relatos, Fundación Sabugo Tente Firme, 2007.
- Anales de Avilés, de Simón Fernández Perdones. Edición a cargo de José Manuel Feito, ed. Nieva, 2009.
- "Queso, sidra y jamón en la Comarca de Avilés", en Avilés. Evocación y recuerdo, ed. Nieva, 2010.
- El rosario en el retablo, 2012.
- Notas para la historia. Miranda de Avilés, ed. Nieva, 2015.

## Premios
Feito, que fue miembro correspondiente del Real Instituto de Estudios Asturianos (RIDEA), ha obtenido diversos premios:
- Premio Nacional de Etnografía Marqués de Lozoya (1983) por su obra Cerámica tradicional asturiana.

- Premio Nacional de Periodismo Mundo Negro (1988) por sus artículos sobre la cerámica negra de Burundi.